# مركبة فضائية تجريبية صينية لإعادة الاستخدام
المركبة الفضائية التجريبية الصينية القابلة لإعادة الاستخدام Chinese reusable experimental spacecraft؛ (CSSHQ ) هي أول مركبة فضائية صينية قابلة لإعادة الاستخدام . تم إطلاقها لأول مرة في 4 سبتمبر 2020 في الساعة 07:30 بالتوقيت العالمي على الصاروخ الحامل Long March 2F من مركز جيكوان لإطلاق الأقمار الصناعية ، في صحراء غوبي شمال غرب الصين . وقالت وكالة أنباء الصين الجديدة (شينخوا) في تقرير: "بعد فترة من التشغيل في المدار ، ستعود المركبة الفضائية إلى موقع الهبوط المقرر في الصين. وستختبر التقنيات التي يمكن إعادة استخدامها أثناء رحلتها ، وهي توفر الدعم التكنولوجي للاستخدام السلمي للفضاء ".
تشير التقارير غير الرسمية إلى أن المركبة الفضائية هي جزء من طائرة الفضاء شينلونج ، والتي يُزعم أنها تشبه طائرة بوينج إكس -37 بي .

## التاريخ
في 6 سبتمبر 2020 ، بعد يومين من الإطلاق عادت المركبة CSSHQ بنجاح إلى احدى القواعد الجوية في الصين. قال ماركو لانجبروك وجوناثان ماكدويل إن موقع الهبوط كان قاعدة جوية في لوب نور .
في 7 سبتمبر 2020 ، نشرت شركة بلانيت لابز التجارية لاستطلاع الأقمار الصناعية صورة مدرج للطيران بطول 3.1-ميل (5.0 كـم) في لوب نور ، تم التقاطه بعد وقت قصير من هبوط الطائرة الفضائية. تكهن عالم الفلك جوناثان ماكدويل من مركز هارفارد سميثسونيان للفيزياء الفلكية ، أن إحدى النقاط المرئية على المدرج هي طائرة الفضاء الصينية.
في 8 سبتمبر 2020 ، أفاد موقع Spaceflight Now أن المسؤولين الأمريكيين اكتشفوا عملية الإطلاق في الساعة 7:30 بتوقيت جرينتش ، وأن مدار المركبة كان على ارتفاع بين 332 كيلومتر (206 ميل) و 348 كيلومتر (216 ميل) ، وكان ميل المدار 50.2 درجة إلى خط الاستواء.

### المهمة الثانية
في 4 أغسطس 2022 في حوالي الساعة 16:00 بالتوقيت العالمي المنسق ، تم إطلاق المركبة الفضائية CSSHQ للمرة الثانية ، أيضًا على قمة صاروخ من نوع Long March 2F . كما رفعت مدارها في 25 أغسطس / آب إلى مدار شبه دائري على ارتفاع بين 597 و 608 كيلومترات. ثم في 8 مايو 2023 عادت المركبة الفضائية إلى الأرض بعد 276 يومًا في المدار.

## المواصفات

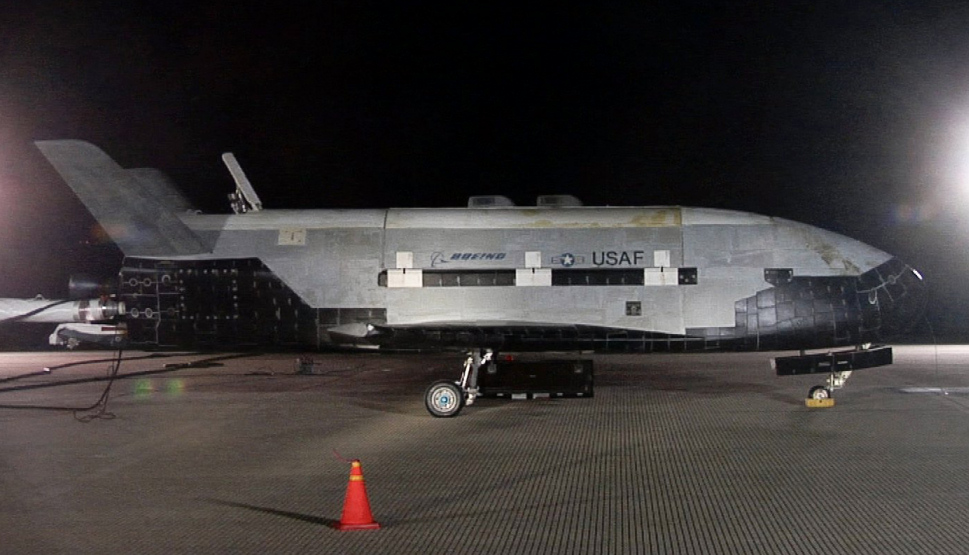
المركبة الفضائية الأمريكية X-37B ، يرجح أن يكون على نمطها المركبة الفضائية الصينية.

قال تشين هونغبو ، من مؤسسة علوم وتكنولوجيا الفضاء الصينية (CASC) ، المقاول الرئيسي لوكالة الفضاء الصينية ، خلال مقابلة عام 2017 أن طائرة الفضاء الصينية ستكون قادرة على إعادة استخدامها حتى 20 مرة. كما أضاف تشين أن المرحلة الأولى من المركبة ستستخدم محرك سكرامجت .
في 24 مارس 2020 ، قال المسؤولون ان المركبة الفضائية   تم تصميمها لحمل طاقم مكون من ستة أفراد. سيكون وزن إقلاعها 21.6 طنًا ، وستكون بطول 8.8 متر (29 قدم) .  

## تكهنات حول دور الطائرة الفضائية
عندما طُلب من [بريان ويدن] التكهن بدور الطائرة الفضائية ، قال مدير تخطيط البرامج في مؤسسة العالم الآمن ، "إنه سؤال رائع. نحن لم نكن متأكدين من سبب متابعة الجيش الأمريكي لطائرة فضائية صينية". "
جوناثان ماكدويل  تكهن أن السرعات العالية جدًا التي تمر بها الطائرة الفضائية أثناء إعادة الدخول قد تساعد الصينيين في تطوير صواريخ تفوق سرعتها سرعة الصوت ( فرط صوتية)". وأضاف أن الصينيين ربما فكروا ، "إذا كان لدى الأمريكيين واحد من تلك المركبات الفضائية ، فلا بد أن يكون هناك سبب وجيه لذلك ، لذلك من الأفضل أن نحصل نحن أيضا على واحد ة منها."

## أنظر أيضا
- بوينج X-37 - مركبة فضائية أمريكية قابلة لإعادة الاستخدام